# 와히인
와히인(와히어: وخی)은 아프가니스탄, 타지키스탄, 파키스탄, 중국의 국경이 맞대고 있는 파미르고원 외진 곳에서 거주하는 이란계 민족이다.
이들은 주로 파키스탄 길기트발티스탄 최북단과 아프가니스탄 와한 회랑과 타지키스탄 고르노바다흐샨 자치주, 중국 신장 위구르 자치구 서남부 지역에 주로 거주하고 있다.

## 같이 보기
- 파미르인
- 와한
- 파미르고원